# Moretti Autolinee
Autoservizi Moretti S.r.l. è una azienda privata, che gestisce il servizio di trasporto pubblico a Melfi(Attraverso Moretti & Tenore s.r.l.), a Lavello e nel resto del Vulture-Melfese ad eccezione del Comune di Rapolla. Gestisce, inoltre, diverse linee del trasporto pubblico locale extraurbano della provincia di Potenza e Matera. I depositi principali sono dislocati in Viale del Artigianato e Via Foggia a Melfi e in Contrada San Francesco a Rionero In Vulture.

## Moretti & Tenore Autolinee s.r.l. (Servizio Urbano Melfi)

### Le Linee
Moretti & Tenore Autolinee s.r.l. è affidatario del servizio urbano della citta di Melfi. Questo gestisce 6 linee che collegano tutto il territorio comunale.
La linea 1 collega il centro storico passando per la villa, la stazione e via foggia, la zona valleverde di Melfi al quartiere Bicocca con Frequenza di 1 corsa al ora
La linea 2 collega il centro storico passando per la villa, la stazione e via Foggia al quartiere Bicocca e la zona 167 con Frequenza di 1 corsa al ora
La linea 3 collega il centro storico passando per la villa, la stazione e Viale Aldo Moro alla zona valleverde di Melfi e il Carcere con corse in partenza dal capolinea alle ore 7:20, 8:10, 12:30, 13:30, 18:00, 19:00, 20:00 (aggiunta una corsa con l'aggiunta delle fermate in Piazza Umberto I e Viale Vittorio Emanuele II, all'incrocio con Piazza Duomo, che vengono attraversate in alcuni orari)
La linea 4 collega la villa passando per la stazione e via foggia per le frazioni di San Giorgio, Foggiano, Foggianello e Monticchio Bagni con corse in partenza dal capolinea alle ore 10:00, 13:30, 16:30, 18:00, 21:00 e nel periodo non scolastico anche alle ore 7:15
La linea 7 collega la villa passando per la stazione e via foggia per le frazioni di Leonessa e le contrade di Vaccareccia, Capannola e Sportoni con corse in partenza dal capolinea alle ore 13:30, 16:30, 20:00 e è presente una corsa in partenza da Leonessa alle ore 7:25
La linea 9 collega la villa passando per la stazione al cimitero di melfi con corse in partenza dal capolinea alle ore 9:00 e arrivo alle ore 10:00

### Flotta
| Nome Bus            | Quantità                          | Consegna  | Utilizzo      |
| ------------------- | --------------------------------- | --------- | ------------- |
| Isizu Novociti Life | 4                                 | 2021/2024 | Linee 1-2-4   |
| Iveco Europolis     | 1 (L'altro Trasferito a Lavello)  | 2007      | Linea 7       |
| Heuliez GX127       | 2                                 | 2010      | Linea 1-2-4   |
| Mercedes Sprinter   | 2 (Altro Rottamato o In Deposito) | 2022/2006 | Linea 3-4-7-9 |

## Servizio Urbano di Rionero, Barile e Atella
Moretti è Affidatario del servizio Urbano di Rionero in Vulture e lo effettua con una sola linea che opera dalle ore 7 alle ore 20 con cadenza oraria di più o meno di 1 ora. Alcune corse vengono allungate proseguendo le comune di Barile.
Il Trasporto viene effettuato con Heuliez GX127 consegnato nel 2010.
Ad Atella viene effettuato da una sola linea con un Heuliez GX 127 consegnato anch'esso nel 2010.

## Servizio Urbano di Lavello
Moretti è anche affidatario del servizio urbano nel comune di Lavello con 2 linee.
Il trasporto viene effettuato con due Autodromo Ale e un Iveco Europolis

## Servizio di trasporto pubblico locale extraurbano della provincia di Potenza e Matera
Moretti Effettua diverse linee extraurbane in accordo con la regione. I vari orari e corse sono visibili sul sito del consorzio COTRAB.
Le linee di Maggiore importanza sono quelle effettuate dalla Zona Industriale San Nicola di Melfi per i vari Paesi del nord della Basilicata

### Flotta
| Nome Bus                      | Quantità | Consegna  | Deposito      |
| ----------------------------- | -------- | --------- | ------------- |
| Iveco Crossway                | n.d.     | n.d.      | Melfi/Rionero |
| Irisbus Arway                 | 7        | 2010      | Melfi/Rionero |
| Scania Irizar PB Century      | 2        | 2006      | Melfi         |
| Scania De Simons IL4          | 11       | 2002/2005 | Melfi/Rionero |
| Setra S147 DT                 | n.d.     | n.d.      | Melfi         |
| Scania Irizar I6/i4/i8        | n.d.     | n.d.      | Melfi         |
| Nepolan 416                   | n.d.     | n.d.      | Melfi         |
| Iveco Indicar                 | 1        | 2021      | Melfi         |
| Mercedes Benz Evobus Sprinter | 2        | 2021      | Melfi         |

## Linee Nazionali
Vengono Anche effettuate diverse linee a interesse nazionale che sono:
- Potenza-S. Nicola di Pietragalla-Filiano-Rionero-Melfi-S. Nicola di Melfi-Chieti-Pescara
- Rionero-Barile-Rapolla-Melfi-S. Nicola di Melfi/Acerenza-Genzano-Banzi-Motemilone-Palazzo-S. Nicola di Melfi/Forenza Maschito-Venosa-Lavello-S. Nicola di Melfi-Candela -Napoli
- Rionero-Barile-Rapolla-Melfi-S. Nicola di Melfi-Candela-Lacedonia-Vallata-Grottaminarda-Benevento-Roma-Perugia-Siena-Scandicci-Prato-Pistoia-Montecatini-Pisa
- Rionero-Barile-Rapolla-Melfi-S. Nicola di Melfi/Acerenza-Genzano-Banzi-Motemilone-Palazzo-S. Nicola di Melfi/Forenza Maschito-Venosa-Lavello-S. Nicola di Melfi-Candela -Lacedonia-Vallata-Grottaminarda-Roma
- Policoro-Pisticci-Potenza-S. Nicola di Pietragalla-Filiano-Rionero-Barile-Melfi-S. Nicola di Melfi-Candela-Chieti-Pescara-Rimini-Bologna-Modena-Parma-Piacenza -Alessandria-Asti-Torino/Milano-Legnano-Galarate-Varese